# William J. Duiker
William J. Duiker (sinh năm 1932 tại Chicago, Illinois) là một nhà sử học và là giáo sư cao quý (Professor emeritus, giáo sư về hưu) của Mỹ trong chuyên ngành lịch sử Đông Nam Á tại Đại học bang Pennsylvania (Pennsylvania State University). Nghiên cứu của ông tập trung vào lịch sử Việt Nam, ngoài ra, ông còn được biết đến như là tác giả của một số sách về tổng quan lịch sử thế giới.

## Tiểu sử
Duiker đã được sinh ra tại Chicago và đã trải qua thời tuổi trẻ ở Washington, DC, và sau đó ở Philadelphia và Miami, Indiana. Ông theo học Trường Đại học Dickinson uy tín tại Carlisle, Pennsylvania, trước khi theo học tại Đại học Georgetown tại Washington D.C.
Sau đó Duiker đã bắt đầu một sự nghiệp trong ngành ngoại giao tại Foreign Service, cơ quan nghiên cứu của Bộ Ngoại giao Hoa Kỳ. Từ giữa năm 1964 đến mùa thu năm 1965, ông làm việc tại Đại sứ quán Hoa Kỳ tại Sài Gòn, Nam Việt Nam, nơi ông chịu trách nhiệm về các báo cáo kinh tế.
Cuối năm 1965, Duiker rời khỏi công việc tại Bộ Ngoại giao. Ông tiếp tục nghiên cứu tại Đại học Georgetown và nhận bằng tiến sĩ. Ngay sau đó, ông đã nhận được một công việc trong bộ phận lịch sử tại Đại học bang Pennsylvania, nơi ông sau đó đã được bầu làm Giáo sư về lịch sử Đông Á. Ông đã làm giáo sư tại Đại học này trong 30 năm trước khi về hưu vào năm 2001.
William Duiker nghỉ hưu tại Outer Banks ở Bắc Carolina.

## Nghiên cứu và tác phẩm
Duiker tập trung chủ yếu vào lịch sử của Việt Nam và đặc biệt là Việt Nam trong thế kỷ 20, với các chủ đề của phong trào độc lập của Việt Nam, cuộc chiến tranh Việt Nam và sự phát triển của đất nước sau khi thống nhất năm 1975. Tác phẩm nổi tiếng nhất của ông là cuốn tiểu sử "Ho Chi Minh: A Life" (2000/01) về Hồ Chí Minh, đó là tiểu sử đầy đủ đầu tiên của Hồ Chí Minh sử dụng nguồn từ Việt Nam. Cuốn sách này hiện nay được xem là một trong những tác phẩm chuẩn và quan trọng về đề tài này, tuy rằng đôi khi Duiker đã bị chỉ trích vì có quá nhiều tin tưởng khi dùng các nguồn một chiều từ nhà nước Việt Nam.
Ngoài ra, Duiker đã viết một số sách khảo sát về tổng quan lịch sử thế giới và lịch sử con người. Nhìn chung, Duiker tác giả của hơn chục cuốn sách; và bài viết của ông cũng đã xuất hiện trong rất nhiều tạp chí.
Sách về Việt Nam:
- Comintern and Vietnamese communism (1975)
- Rise of nationalism in Vietnam, 1900-1941 (1976)
- Vietnam since the fall of Saigon (1980)
- Communist road to power in Vietnam (1981)
- Vietnam: nation in revolution (1983)
- China and Vietnam: the roots of conflict (1986)
- Historical dictionary of Vietnam (1989, herausgegeben von Jon Woronoff)
- U.S. containment policy and the conflict in Indochina (1994)
- Sacred war: nationalism and revolution in a divided Vietnam (1995)
- Vietnam: revolution in transition (1995)
- Ho Chi Minh: A Life (2000/01)

Sách về Lịch sử Đông Á:
- Tsʻai Yüan-pʻei, educator of modern China (1977), về Thái Nguyên Bồi
- Cultures in collision: the Boxer Rebellion (1978), về Phong trào Nghĩa Hòa Đoàn.

Tổng quan lịch sử thế giới:
- World history (1994, với Jackson J. Spielvogel)
- Twentieth-century world history (1999)
- Essential world history (2002, với Jackson J. Spielvogel)
- World since World War II (2005)
- World history: to 1500 (2009)
- Contemporary world history (2010)